# Bezirksgericht Leipzig (Königreich Sachsen)

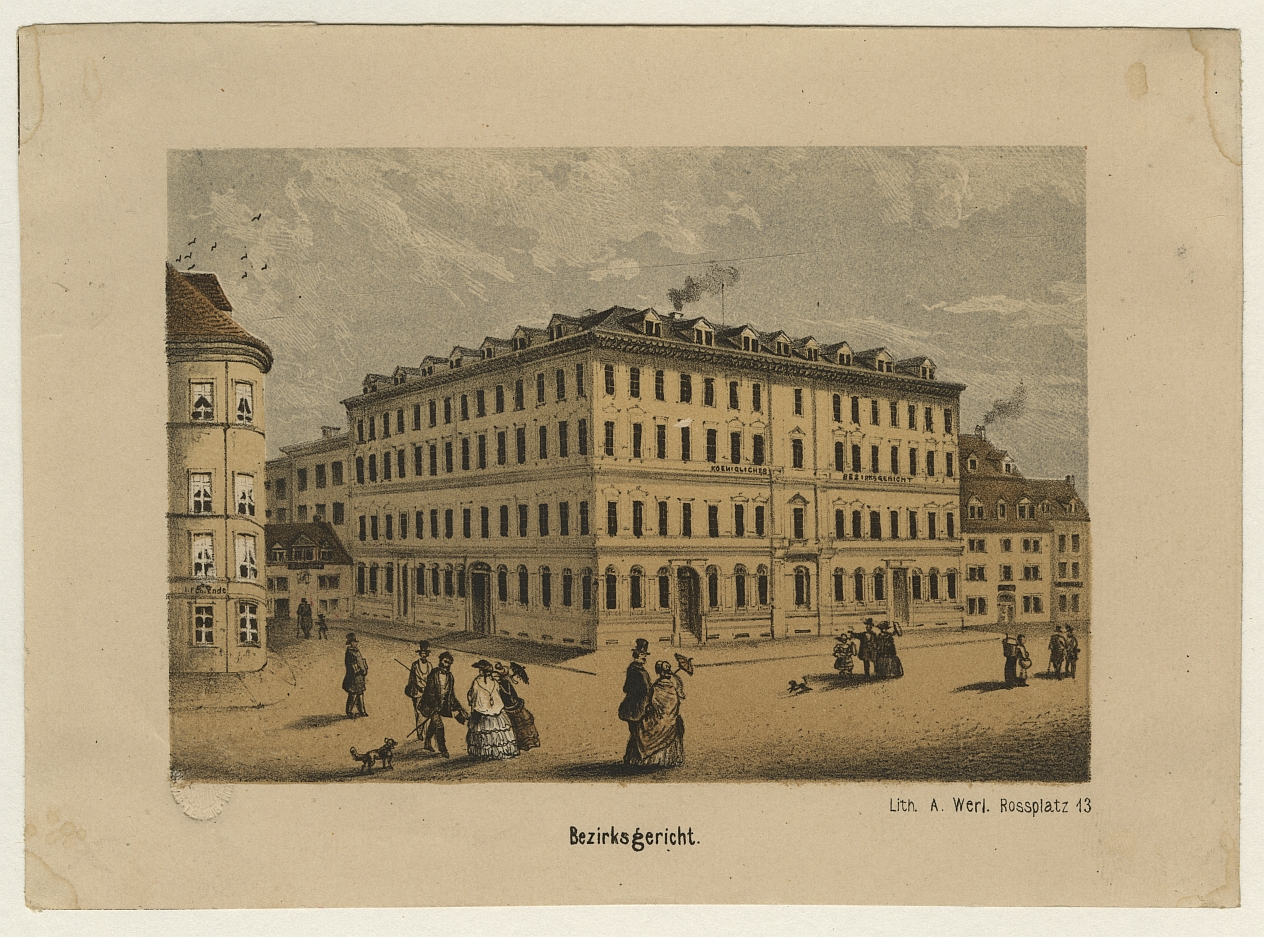
Bezirksgericht im Peterssteinweg 15, Lithografie von Adolph Werl (1824–1885), um 1860

Das Bezirksgericht Leipzig war von 1855 bis 1879 ein Gericht im Königreich Sachsen mit Sitz in Leipzig.

## Geschichte
Mit dem Gesetz, die künftige Einrichtung der Behörden erster Instanz für Rechtspflege und Verwaltung betreffend vom 11. August 1855 wurden die Eingangsgerichte neu geordnet. Die Patrimonialgerichte wurden endgültig aufgelöst, Verwaltung und Rechtsprechung getrennt. Die Details der Verwaltungsreform regelten das sächsische Gerichtsverfassungsgesetz vom 11. August 1855 und die Verordnung über die Bildung der Gerichtsbezirke vom 2. September 1856.
Eingangsgerichte waren nur die Gerichtsämter und Bezirksgerichte. Als mittlere Instanz wurden vier Appellationsgerichte eingerichtet. Oberste Instanz war das Oberappellationsgericht Dresden.
Das Bezirksgericht Leipzig war dem Appellationsgericht Leipzig nachgeordnet. Das Bezirksgericht war Gerichtsamt für die Stadt Leipzig. Daneben waren ihm folgende Gerichtsämter nachgelagert: Gerichtsamt Leipzig I, Gerichtsamt Leipzig II, Gerichtsamt Brandis (1876 aufgelöst und dem Gerichtsamt Grimma zugeordnet), Gerichtsamt Wurzen, Gerichtsamt Taucha und Gerichtsamt Markranstädt.
1879 wurden das Bezirksgericht Leipzig und seine Gerichtsämter aufgehoben. An deren Stelle wurden Amtsgerichte gebildet. Dies waren Amtsgericht Leipzig, Amtsgericht Wurzen, Amtsgericht Taucha und Amtsgericht Markranstädt.